# Gerhard Greiner (Schauspieler)
Gerhard Greiner (6. Oktober 1971 in Werfen) ist ein österreichischer Schauspieler und Sozialarbeiter.

## Leben
Gerhard Greiner war zunächst als Elektriker tätig. Erste Bühnenerfahrung sammelte er an der Ebühne in Salzburg.
Von 2005 bis 2020 verkörperte er in der ORF-Fernsehserie Vier Frauen und ein Todesfall die Rolle des Briefträgers und späteren Polizisten Toni Steiger. In den Salzburger ORF-Landkrimis Drachenjungfrau (2016), Das dunkle Paradies (2019) und Flammenmädchen (2021) übernahm er die Rolle des Peter Ankerl.
Gemeinsam mit der Schauspielerin und Sängerin Bina Blumencron trat er mit dem Kabarettprogramm Singlecafé auf, unter anderem am Kleinen Theater in Salzburg. Am Kleinen Theater spielt er 2019 in der Uraufführung des Ein-Personen-Stücks Die goldene Axt von Ben Pascal die Rolle des Holzhans. Im Sommer 2021 stand er beim Jedermann auf der Festung Hohensalzburg als Teufel und Guter Gesell auf der Bühne.
Neben seiner Tätigkeit als Schauspieler ist er als Sozialpädagoge tätig und betreut Projekte im Jugendbereich.

## Filmografie (Auswahl)
- 1988: Frühstück zu dritt
- 1999: Schloßhotel Orth – Verkauftes Glück (Fernsehserie)
- 2002: Forsthaus Falkenau (Fernsehserie, 2 Folgen)
- 2005–2020: Vier Frauen und ein Todesfall (Fernsehserie, 53 Folgen)
- 2006: Mutig in die neuen Zeiten: Nur keine Wellen
- 2008: Der erste Tag
- 2008: Nordwand
- 2008: Baching
- 2008: Darum (Regie: Harald Sicheritz)
- 2009: SOKO Donau/SOKO Wien – Bruderliebe (Fernsehserie)
- 2009: Schnell ermittelt – Rainer Kaufmann (Fernsehserie)
- 2009: Franzi – Eine italienische Nacht (Fernsehserie)
- 2010: Der Winzerkönig – Neue Wege
- 2010: Die Gipfelzipfler
- 2011: Der Wettbewerb (Fernsehfilm)
- 2012: Vatertag (Fernsehfilm, Regie: Michi Riebl)
- 2013: Paul Kemp – Alles kein Problem – Lauter Lügen (Fernsehserie)
- 2014: SOKO Donau/SOKO Wien – Richter und Henker (Fernsehserie)
- 2015: SOKO Kitzbühel – Faule Eier (Fernsehserie)
- 2016: Tatort: Sternschnuppe  (Fernsehreihe)
- 2016: SOKO Donau/SOKO Wien – Hangover  (Fernsehserie)
- 2016: Landkrimi – Drachenjungfrau  (Fernsehreihe)
- 2017: Die beste aller Welten
- 2017: Falsche Siebziger
- 2017: Baumschlager
- 2018: St. Josef am Berg
- 2018: Die Toten von Salzburg – Königsmord  (Fernsehreihe)
- 2018: CopStories – Arsch bleibt Arsch  (Fernsehserie)
- 2018: Meiberger – Im Kopf des Täters (Fernsehserie)
- 2019: A Gschicht über d’Lieb
- 2019: Landkrimi – Das dunkle Paradies  (Fernsehreihe)
- 2020: SOKO Kitzbühel – Sie sind unter uns  (Fernsehserie)
- 2021: SOKO Donau/SOKO Wien – Männlich, ledig, unbefriedigt (Fernsehserie)
- 2021: Landkrimi – Flammenmädchen (Fernsehreihe)
- 2021: Die Toten vom Bodensee – Der Seelenkreis (Fernsehreihe)
- 2021: Der Altaussee-Krimi: Letzter Gipfel (Fernsehfilm)
- 2022: Die Rosenheim-Cops – Hochzeit in Rosenheim (Fernsehserie)
- 2022: Der Altaussee-Krimi: Letzte Bootsfahrt (Fernsehfilm)
- 2023: WaPo Bodensee – Der Schuss, Die Erlösung (Fernsehserie)
- 2023: SOKO Linz – Einmal um die Welt (Fernsehserie)
- 2023: Landkrimi – Dunkle Wasser (Fernsehreihe)
- 2025: Watzmann ermittelt – Schnee von gestern (Fernsehserie)
- 2025: Die Toten von Salzburg – Mord in bester Lage (Fernsehreihe)
- 2025: Drunter und Drüber – Chaos auf dem Friedhof (Fernsehserie)